# Cueio
Cueio – miasto w Angoli, w prowincji Cuando-Cubango.